# Años 710 a. C.
Los años 710 antes de Cristo transcurrieron entre los años 719 a. C. y 710 a. C.

## Acontecimientos
- c. 720 a. C.: los asirios destruyen el reino de Israel.
- 720 a. C.: fin del asedio asirio a Tiro.
- 720 a. C. (27 de febrero): en China, Confucio registra el primero de una lista de 36 eclipses solares.[1]
- 719 a. C.: en China, se convierte en rey Huan de Zhou, de la dinastía Zhou (1122-256 a. C.).
- 718 a. C.: en Lidia, Giges se vuelve rey.
- 717 a. C.: Sargón II funda la nueva capital de Asiria, en Dur-Sharrukin.
- 717 a. C.: el rey asirio Sargón conquista el fuerte hitita de Carchemish.
- 717-716 a. C.: Sargón II conduce a su ejército en un ataque de barrido a lo largo de la costa filistea, donde derrotó al faraón egipcio.
- 717 a. C.: en Roma (Italia), la leyenda indica que en esta fecha Rómulo terminó su mandato. Comienza el interregno.
- 716 a. C.: en Roma muere Rómulo, según la tradición.
- 715 a. C.: 
  - Construcción del primer acueducto para abastecer la ciudad de Jerusalén, por mandato de Ezequías, rey de Judá.[2]
  - Durante los reinados de Ajaz, rey de Judá, y de su hijo Ezequías, el profeta hebreo Isaías formula sus profecías.[2]
  - En Roma termina el interregno. Comienza el reinado del segundo rey de Roma, Numa Pompilio.
  - Los espartanos terminan su conquista de Mesenia.
- 715 a 700 a. C.: Shabaka, sucesor de Piye, somete todo el delta y reunifica Egipto.[2]
- 714 a. C.: en Urartu, Sargón II derrota al rey Rusa I de Urartu, y saquea todo el país.
- 713 a. C.: en Roma, los astrólogos del rey Numa Pompilio reforman el calendario romano, introducen enero y febrero y agregan 5 días al año.
- 712 a. C.: en Roma, el rey Numa Pompilio crea el cargo de pontifex maximus.
- 712 a. C.: en Egipto muere la cantante Nehemes-Bastet, durante la XXII dinastía egipcia.
- 710 a. C. aprox.: en la actual Israel, las tribus de Judá, Tiro y Sidón se rebelan contra Asiria.* 710 a. C.: 
  - Asiria derrota a los hititas.
  - El rey asirio Sargón II somete a la etnia aramea Rubuu en la campaña del 710 a. C. contra Babilonia y la agrega a la provincia de Gambulu.
  - En Italia se generaliza el hierro.
  - Judá, Tiro y Sidón se levantan contra Asiria.
  - Los olmecas se establecen en Monte Albán, la ciudad sagrada, y continúan construyendo pirámides.
  - Medes se une.
  - Senaquerib, hijo y futuro sucesor de Sargón II de Asiria, crea el primer zoológico con el objetivo de conservar especies animales raras. En su palacio también hubo un jardín botánico.[2]

## Personas destacadas
- 720 a. C.: el faraón Shabaka mata a Bakenrenef, finalizando la dinastía XXIV de Egipto.
- 720 a. C.: muere el rey Ping de la dinastía Zhou de China.
- 716 a. C.: muere el rey egipcio Pianjy o Piye.
- 715 a. C.: muere el rey egipcio Osorkon IV, terminando la dinastía XXII de Egipto.
- 713 a. C.: nace el semilegendario Zalmoxis de Dacia.
- 13 de febrero de 711 a. C.: en Japón, nace el primer emperador de la isla, de nombre Jinmu.